# Ainhoa
Ainhoa  (prononcer /ajn.o.a/) est une commune française, située dans le département des Pyrénées-Atlantiques en région Nouvelle-Aquitaine.

## Géographie

### Localisation
La commune d'Ainhoa se trouve dans le département des Pyrénées-Atlantiques, en région Nouvelle-Aquitaine et est frontalière avec l'Espagne (Communauté forale de Navarre).
Elle se situe à 128 km par la route de Pau, préfecture du département, à 28 km de Bayonne, sous-préfecture, et à 15 km d'Ustaritz, bureau centralisateur du canton d'Ustaritz-Vallées de Nive et Nivelle dont dépend la commune depuis 2015 pour les élections départementales.
La commune fait en outre partie du bassin de vie de Bayonne.
Les communes les plus proches sont : 
Souraïde (4,4 km), Espelette (5,6 km), Sare (6,6 km), Saint-Pée-sur-Nivelle (7,0 km), Itxassou (7,9 km), Larressore (8,6 km), Cambo-les-Bains (9,7 km), Halsou (9,7 km).
Sur le plan historique et culturel, Ainhoa fait partie de la province du Labourd, un des sept territoires composant le Pays basque,. Le Labourd est traversé par la vallée alluviale de la Nive et rassemble les plus beaux villages du Pays basque. Depuis 1999, l'Académie de la langue basque ou Euskalzaindia divise le territoire du Labourd en six zones,. La commune est dans la zone 'Lapurdi Garaia (Haut-Labourd), au sud de ce territoire.

### Communes limitrophes
Les communes limitrophes sont  Baztan, Espelette, Itxassou, Saint-Pée-sur-Nivelle, Souraïde et Urdazubi.
|                          | Souraïde         |                               |
| Saint-Pée-sur-Nivelle    | Ainhoa           | Espelette                     |
| Urdazubi/Urdax (Espagne) | Baztan (Espagne) | Itxassou (par un quadripoint) |

### Hydrographie

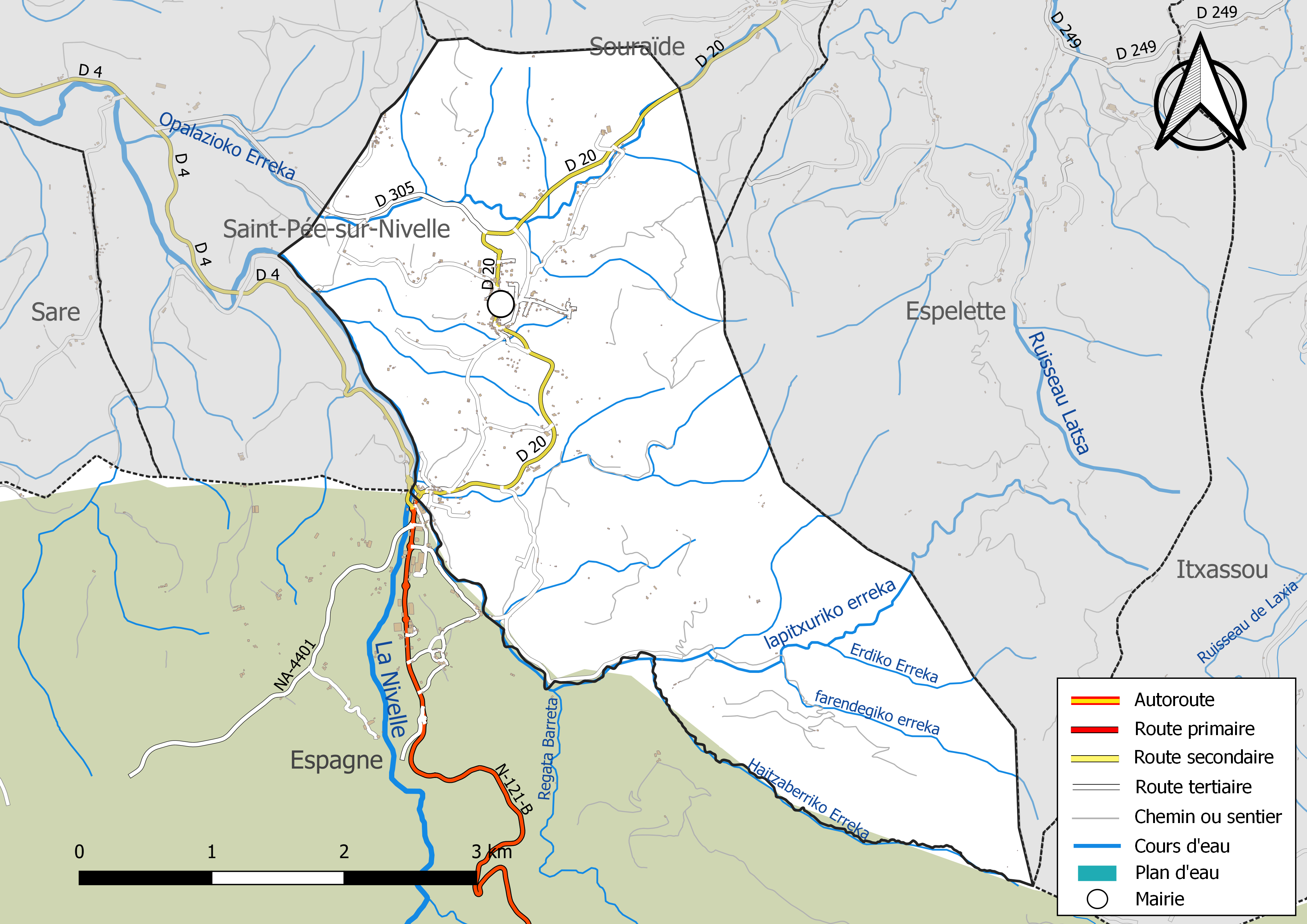
Réseaux hydrographique et routier d'Ainhoa.

Situées dans le bassin versant de l'Adour, les terres de la commune sont arrosées par la Nivelle, et par deux de ses affluents, Opalazioko erreka et le Lapitxuri et les tributaires de ce dernier, Larreko erreka, Erdiko erreka et Farendegiko erreka, Haitzagerriko erreka et Barretako erreka.
Paul Raymond mentionne en 1863, dans le dictionnaire topographique Béarn-Pays basque, le Haïçaguerry, un affluent de la Nivelle, qui descend du Gorospila, sur la frontière espagnole, et qui traverse le territoire d'Ainhoue, ancienne graphie d’Ainhoa.

### Climat
Pour des articles plus généraux, voir Climat de la Nouvelle-Aquitaine et Climat des Pyrénées-Atlantiques.
Historiquement, la commune est exposée à un micro climat océanique basque.  
En 2020, Météo-France publie une typologie des climats de la France métropolitaine dans laquelle la commune est exposée à un climat de montagne et est dans la région climatique Pyrénées atlantiques, caractérisée par une pluviométrie élevée (>1 200 mm/an) en toutes saisons, des hivers très doux (7,5 °C en plaine) et des vents faibles.
Pour la période 1971-2000, la température annuelle moyenne est de 13,9 °C, avec une amplitude thermique annuelle de 12,1 °C. Le cumul annuel moyen de précipitations est de 1 685 mm, avec 13,3 jours de précipitations en janvier et 9,7 jours en juillet. Pour la période 1991-2020, la température moyenne annuelle observée sur la station météorologique la plus proche, située sur la commune d'Espelette à 6 km à vol d'oiseau, est de 14,6 °C et le cumul annuel moyen de précipitations est de 1 723,4 mm,. Pour l'avenir, les paramètres climatiques de la commune estimés pour 2050 selon différents scénarios d’émission de gaz à effet de serre sont consultables sur un site dédié publié par Météo-France en novembre 2022.

### Milieux naturels et biodiversité

#### Réseau Natura 2000
Le réseau Natura 2000 est un réseau écologique européen de sites naturels d'intérêt écologique élaboré à partir des Directives « Habitats » et « Oiseaux », constitué de zones spéciales de conservation (ZSC) et de zones de protection spéciale (ZPS).
Deux sites Natura 2000 ont été définis sur la commune au titre de la « directive Habitats », : 
- le « massif du Mondarrain et de l'Artzamendi », d'une superficie de 5 792 ha, présentant une densité de milieux à caractère tourbeux et la présence d’espèces spécifiques au territoire, liées aux conditions de confinement et d’humidité importants des vallons du massif[24] ;
- « la Nivelle (estuaire, barthes et cours d'eau) », d'une superficie de 1 450 ha, un réseau hydrographique complet des sources de montagne à son estuaire[25].

#### Zones naturelles d'intérêt écologique, faunistique et floristique
L’inventaire des zones naturelles d'intérêt écologique, faunistique et floristique (ZNIEFF) a pour objectif de réaliser une couverture des zones les plus intéressantes sur le plan écologique, essentiellement dans la perspective d’améliorer la connaissance du patrimoine naturel national et de fournir aux différents décideurs un outil d’aide à la prise en compte de l’environnement dans l’aménagement du territoire.
Deux ZNIEFF de type 2 sont recensées sur la commune, : 
- les « montagnes et vallées des Aldudes, massifs du Mondarrain et de l'Artzamendi » (23 074,84 ha), couvrant 9 communes du département[27] ;
- le « réseau hydrographique et basse vallée de la Nivelle » (763,72 ha), couvrant 9 communes du département[28].

## Urbanisme

### Typologie
Au 1er janvier 2024, Ainhoa est catégorisée commune rurale à habitat dispersé, selon la nouvelle grille communale de densité à sept niveaux définie par l'Insee en 2022.
Elle est située hors unité urbaine. Par ailleurs la commune fait partie de l'aire d'attraction de Bayonne (partie française), dont elle est une commune de la couronne,. Cette aire, qui regroupe 56 communes, est catégorisée dans les aires de 200 000 à moins de 700 000 habitants,.

### Occupation des sols

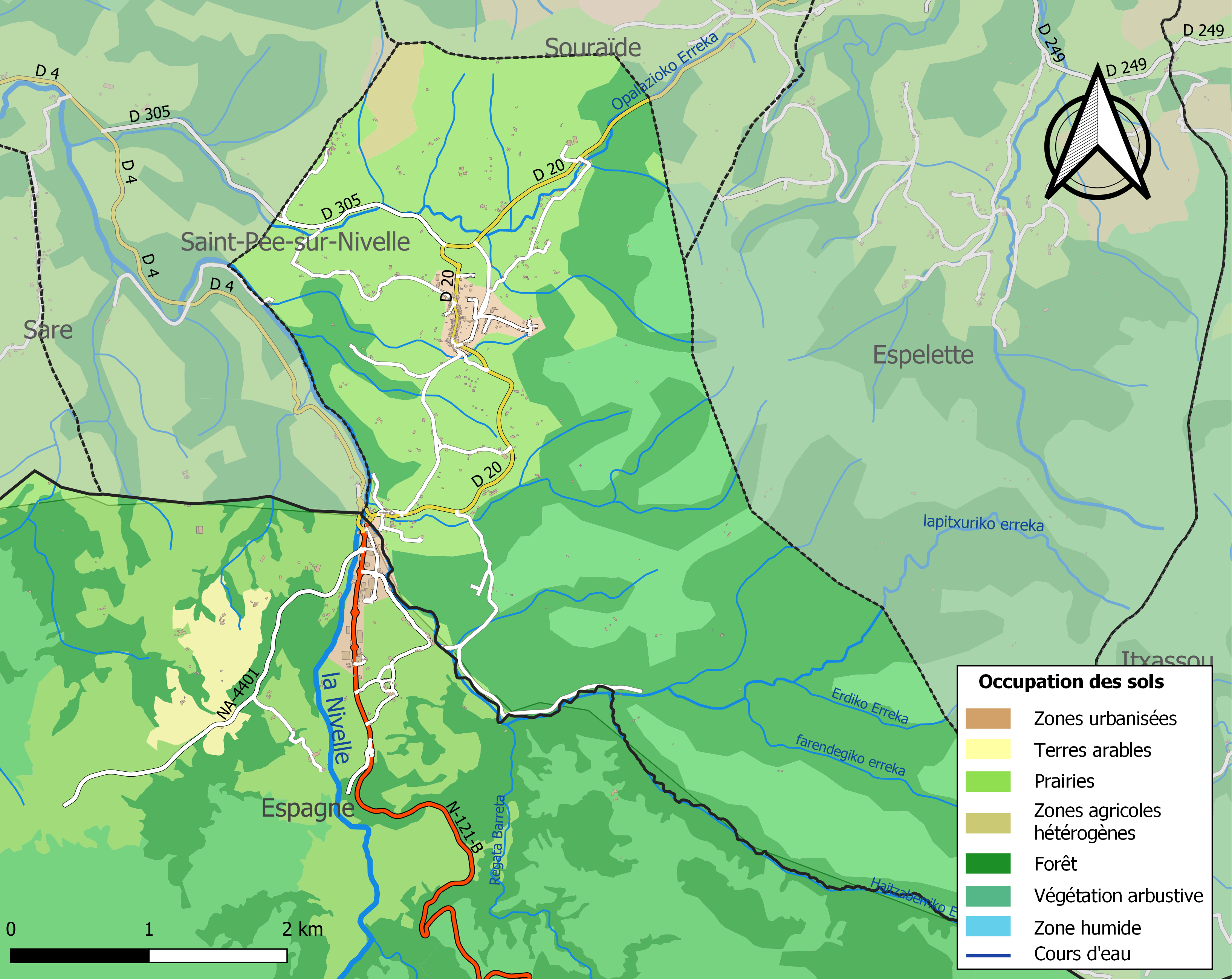
Carte des infrastructures et de l'occupation des sols de la commune en 2018 (CLC).

L'occupation des sols de la commune, telle qu'elle ressort de la base de données européenne d’occupation biophysique des sols Corine Land Cover (CLC), est marquée par l'importance des forêts et milieux semi-naturels (64,7 % en 2018), en diminution par rapport à 1990 (67,7 %). La répartition détaillée en 2018 est la suivante : 
forêts (43 %), prairies (32,2 %), milieux à végétation arbustive et/ou herbacée (21,6 %), zones urbanisées (1,6 %), zones agricoles hétérogènes (1,4 %), zones industrielles ou commerciales et réseaux de communication (0,1 %). L'évolution de l’occupation des sols de la commune et de ses infrastructures peut être observée sur les différentes représentations cartographiques du territoire : la carte de Cassini (XVIIIe siècle), la carte d'état-major (1820-1866) et les cartes ou photos aériennes de l'IGN pour la période actuelle (1950 à aujourd'hui).

### Lieux-dits et hameaux
- Agerrea[33]
- Akatenea[33]
- Arbonakoborda[33]
- Armaia[33]
- Armaiaetxeberria[33]
- Arotxenborda[33]
- Barnetxekoborda[33]
- Capéra[14]
- Chapelle d'Arantze[33]
- Col de Gorospil[33]
- Dantxaria[33],[14]
- Dolharekoborda[33]
- Esponda[33]
- Ezpondakoborda[33]
- Fulianborda[33]
- Gaskoinenborda[33]
- Haizagerri[33],[14]
- Haltienborda[33]
- Hariztoienborda[33]
- Harotxarenborda[33]
- Janmarienborda[33]
- Joaniorenborda[33]
- Kanpainia[33]
- Kontxoenea[33]
- Mazondoa[33]
- Mendiondoa[33]
- Mentaberria[33]
- Murruenea[33]
- Narkoinborda[33]
- Okilaua[33]
- Olhatxoa[33]
- Ordokikoborda[33]
- Ordosgoitikoborda[33]
- Patzikoenborda[33]
- Peorteikoborda[33]
- Perlaenborda[33]
- Tanburinborda[33]
- Ukutea[33]
- Urrutieneko Errota[33]
- Xara Handia[33]
- Xarak[33]

### Voies de communication et transports
La commune se situe de part et d'autre de la route départementale D 20 qui relie Espelette à la frontière espagnole. Elle est également desservie par la route départementale D 305.
La commune est desservie par la ligne 47 du réseau de bus Hegobus.

### Risques majeurs
Le territoire de la commune d'Ainhoa est vulnérable à différents aléas naturels : météorologiques (tempête, orage, neige, grand froid, canicule ou sécheresse), inondations, feux de forêts, mouvements de terrains et séisme (sismicité moyenne). Il est également exposé à un risque technologique, la rupture d'un barrage. Un site publié par le BRGM permet d'évaluer simplement et rapidement les risques d'un bien localisé soit par son adresse soit par le numéro de sa parcelle.

#### Risques naturels
Certaines parties du territoire communal sont susceptibles d’être affectées par le risque d’inondation par une crue torrentielle ou à montée rapide de cours d'eau, notamment la Nivelle. La commune a été reconnue en état de catastrophe naturelle au titre des dommages causés par les inondations et coulées de boue survenues en 1982, 1983, 1995 et 2009,.
Ainhoa est exposée au risque de feu de forêt. En 2020, le premier plan de protection des forêts contre les incendies (PDPFCI) a été adopté pour la période 2020-2030. La réglementation des usages du feu à l’air libre et les obligations légales de débroussaillement dans le département des Pyrénées-Atlantiques font l'objet d'une consultation de public ouverte du 16 septembre au 7 octobre 2022,.
Les mouvements de terrains susceptibles de se produire sur la commune sont des affaissements et effondrements liés aux cavités souterraines (hors mines). Afin de mieux appréhender le risque d’affaissement de terrain, un inventaire national permet de localiser les éventuelles cavités souterraines sur la commune.

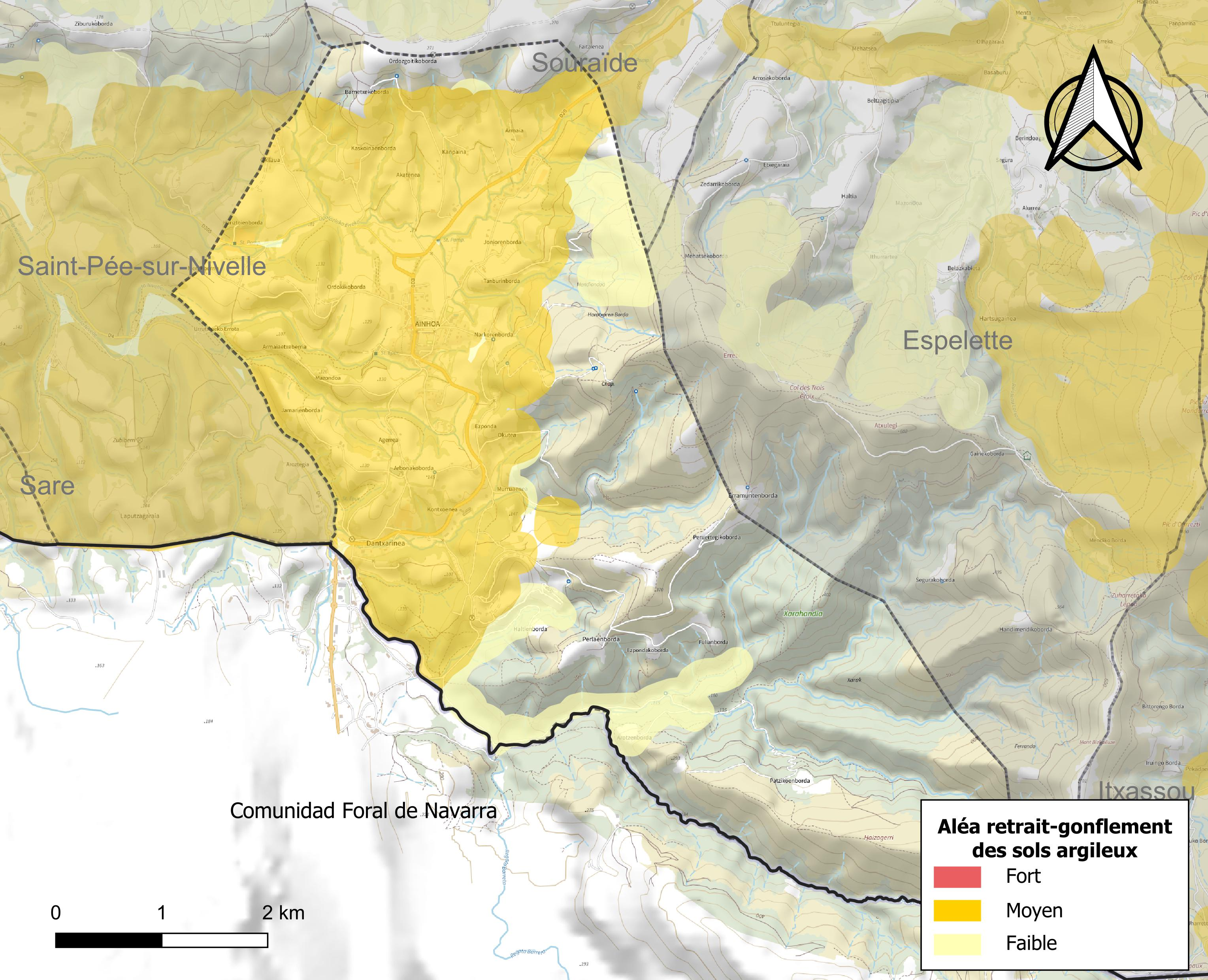
Carte des zones d'aléa retrait-gonflement des sols argileux d'Ainhoa.

Le retrait-gonflement des sols argileux est susceptible d'engendrer des dommages importants aux bâtiments en cas d’alternance de périodes de sécheresse et de pluie. 44,2 % de la superficie communale est en aléa moyen ou fort (59 % au niveau départemental et 48,5 % au niveau national). Depuis le 1er octobre 2020, en application de la loi ELAN, différentes contraintes s'imposent aux vendeurs, maîtres d'ouvrages ou constructeurs de biens situés dans une zone classée en aléa moyen ou fort,.

#### Risque technologique
La commune est en outre située en aval de barrages de classe A. À ce titre elle est susceptible d’être touchée par l’onde de submersion consécutive à la rupture de cet ouvrage.

## Toponymie

### Attestations anciennes

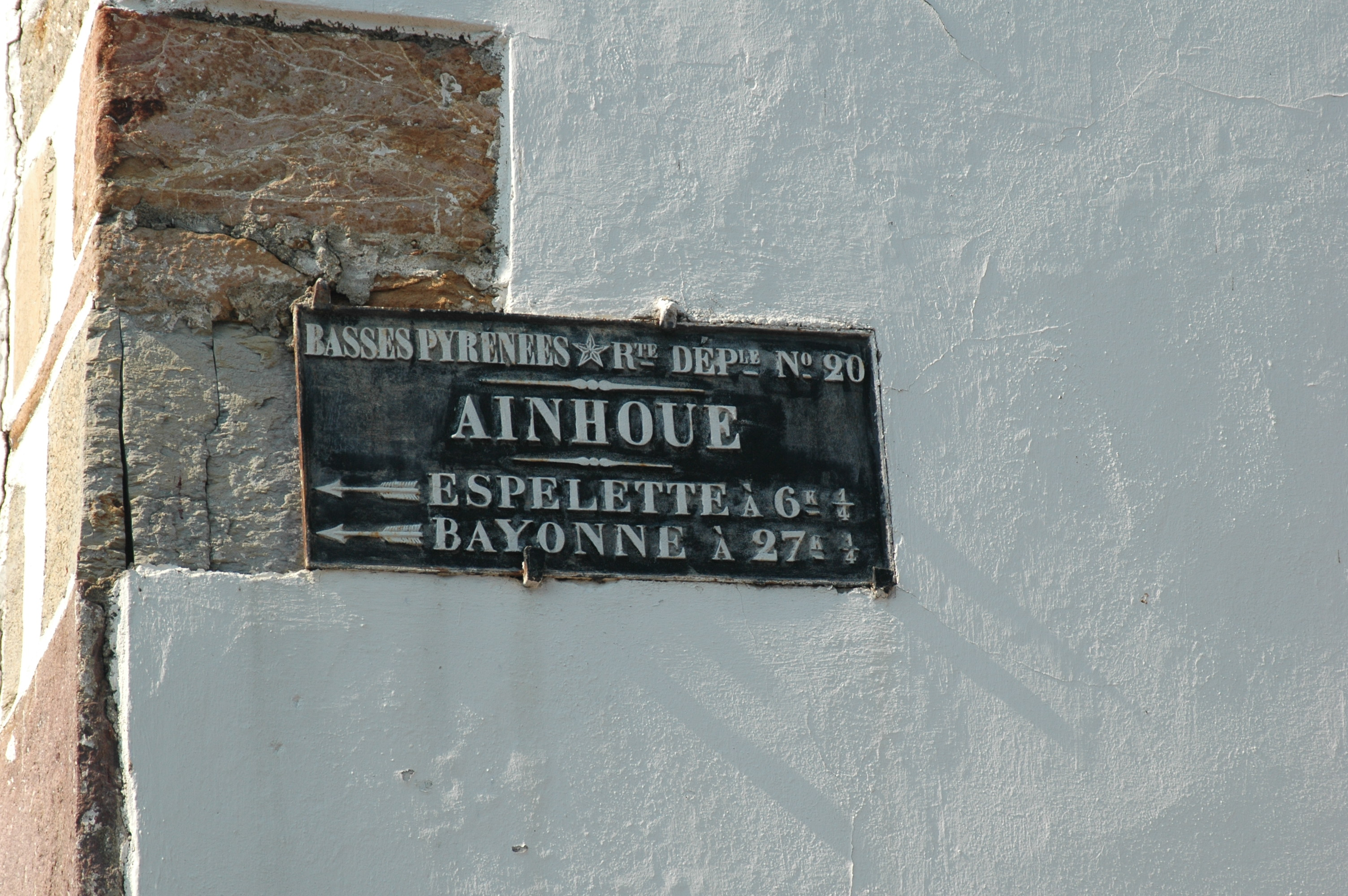
Ancienne plaque de rue sur la maison Elchoinea.

Le toponyme Ainhoa apparaît sous les formes 
Aynoa (1238), 
Aynho (1243), 
Aignoa et Aynoa (1249), 
Haynou et Anhoe (1289), 
Nostre-Done d'Ainhoe (1511, titres de l'abbaye Sainte-Claire de Bayonne), 
Añoa (1650, carte du Gouvernement Général de Guienne et Guascogne et Pays circonvoisins),
Anhoue (1684, collations du diocèse de Bayonne), 
Mendiarte (1793), 
Ainhone (1793), 
Ainhoue (1801, Bulletin des lois), 
Ainhoue ou Ainhoa (1863, dictionnaire topographique Béarn-Pays basque) et
Ainhoa au XIXe siècle.

### Étymologie
Brigitte Jobbé-Duval avance que le toponyme pourrait provenir du basque aino qui signifie « chèvre ».

### Autres toponymes
Le lieu-dit Capéra possédait une chapelle au XIXe siècle (1863, dictionnaire topographique Béarn-Pays basque).
Dantxaria est un hameau d’Ainhoa, cité sous la graphie Dancharia dans le dictionnaire de 1863.
Le pont Landibar, traversant le Haïçaguerry, est mentionné en 1863 dans le dictionnaire topographique Béarn-Pays basque.

### Graphie basque
Son nom basque actuel est Ainhoa.

## Histoire

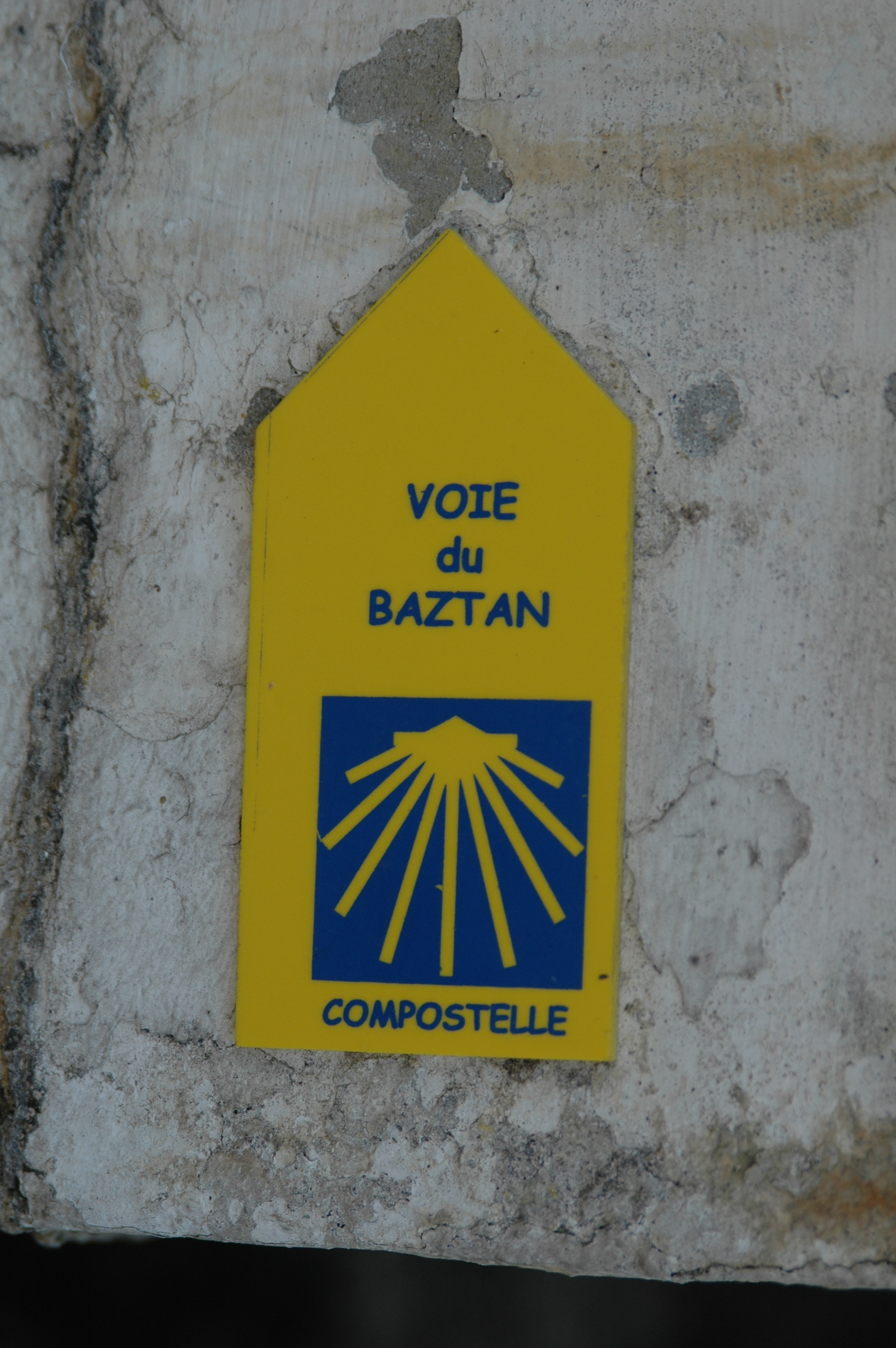
Sur le chemin de Saint-Jacques-de-Compostelle.

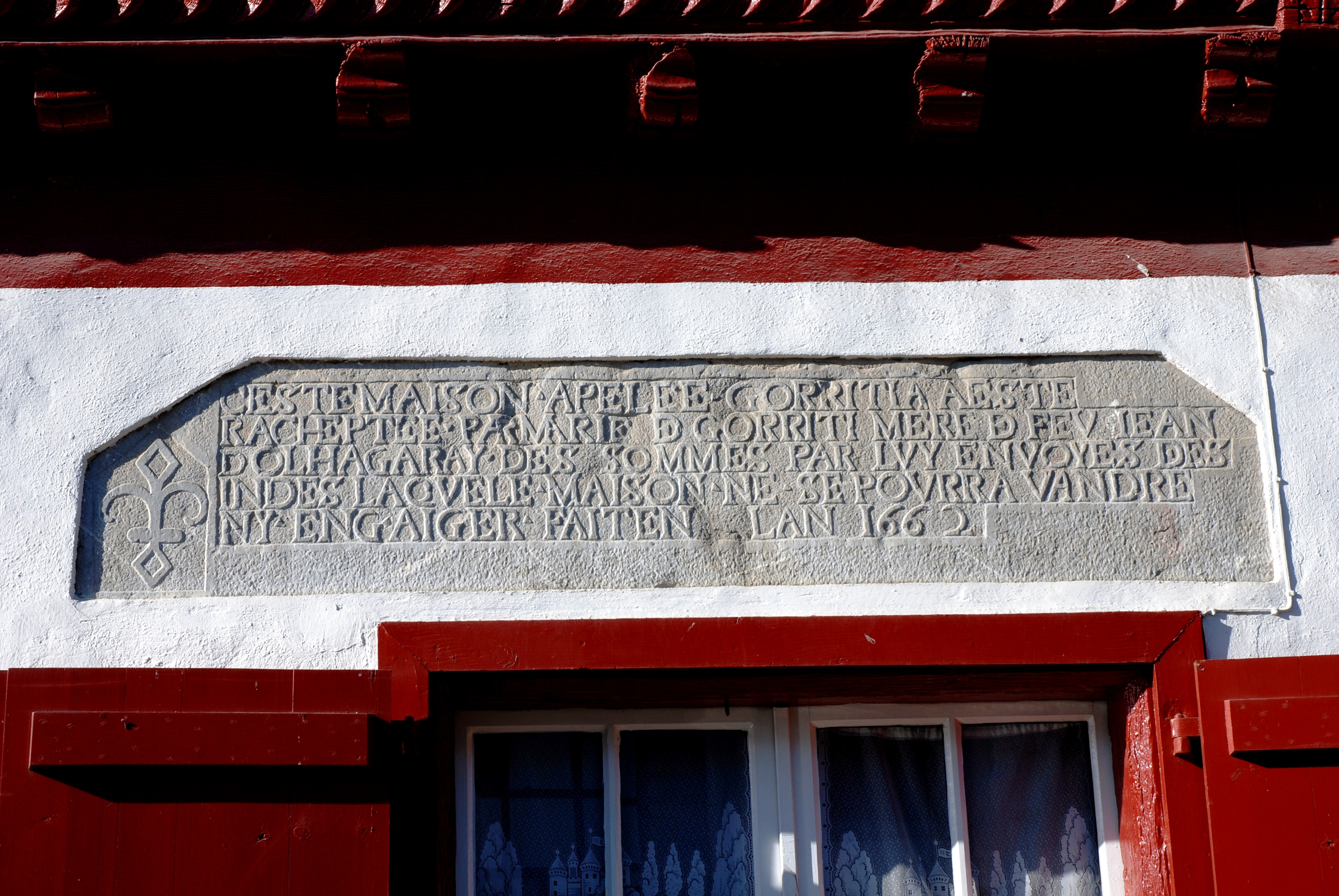
Linteau sur lequel on peut lire : Ceste maison apelée Gorritia a este racheptee par Marie de Gorriti mere de feu Jean Dolhagaray des sommes par luy envoyes des Indes laquelle maison ne se pourra vandre n'y engaiger. Fait en l'an 1662.

### Protohistoire
L'ancienne redoute Urrizti témoigne du passé ancien du territoire.

### XIIIesiècle
Paul Raymond note que la cure d'Ainhoa était à la présentation de l'abbé d'Urdazubi (Espagne). Le vicariat d'Ainhoa fut créé par le prieuré des prémontrés d'Urdazubi (Urdax), fondé au XIIIe siècle.
Après une période de lutte entre l'Angleterre et la Navarre, le domaine de la paroisse d'Ainhoa devint un territoire indivis entre les deux royaumes.

### XVIIesiècle
Ainhoa fut détruite durant la Guerre de Trente Ans (1618-1648) puis reconstruite. Il ne subsiste aujourd'hui de l'époque antérieure à cette destruction que l'église et la maison Machitorénéa.

### XVIIIesiècle
En 1724, à la suite des révoltes de Saint-Jean-le-Vieux (1685), Mouguerre et Saint-Pierre-d'Irube (1696), la population d'Ainhoa se révolta contre la gabelle, révolte d'opposition aux nouvelles taxes, annonciatrice de celles qui soulevèrent presque tout le Labourd en 1726 (contre l'impôt dit du 50e), Bayonne et Saint-Jean-Pied-de-Port en 1748.
La loi du 4 mars 1790, qui détermina un nouveau paysage administratif de la France en créant des départements et des districts, décida de la naissance du département des Basses-Pyrénées en réunissant le Béarn, les terres gasconnes de Bayonne et de Bidache, et les trois provinces basques françaises. Pour ces dernières, trois districts furent créés : Mauléon, Saint-Palais et Ustaritz, qui remplaça le bailliage du Labourd. Le siège d'Ustaritz fut transféré presque immédiatement à Bayonne. Son Directoire incita un grand nombre de municipalités à adopter de nouveaux noms conformes à l'esprit de la Révolution. Ainsi Ainhoa s'appela Mendiarte, Ustaritz devint Marat-sur-Nive, Itxassou Union, Arbonne Constante, Saint-Étienne-de-Baïgorry Thermopyles, Saint-Palais Mont-Bidouze, Louhossoa Montagne-sur-Nive, Saint-Jean-Pied-de-Port Nive-Franche, Saint-Jean-de-Luz Chauvin-Dragon, du nom d'un jeune soldat mort au combat et Souraïde Mendialde.
En 1794, au plus fort de la Terreur, et à la suite de la désertion de quarante sept jeunes gens d'Itxassou, le Comité de salut public (arrêté du 13 ventôse an II - 3 mars 1794) fit arrêter et déporter une partie des habitants (hommes, femmes et enfants) d'Ainhoa, Ascain, Espelette, Itxassou, Sare et Souraïde, décrétées, comme les autres communes proches de la frontière espagnole, communes infâmes. Cette mesure fut étendue à Biriatou, Cambo, Larressore, Louhossoa, Mendionde et Macaye.
Les habitants furent « réunis dans diverses maisons nationales, soit dans le district d'Ustaritz, soit dans celles de la Grande Redoute, comme de Jean-Jacques Rousseau ». En réalité, ils furent regroupés dans les églises, puis déportés dans des conditions très précaires à Bayonne, Capbreton, Saint-Vincent-de-Tyrosse et à Ondres. Les départements où furent internés les habitants des communes citées furent le Lot, le Lot-et-Garonne, le Gers, les Landes, les Basses-Pyrénées (partie béarnaise) et les Hautes-Pyrénées.
Le retour des exilés et le recouvrement de leurs biens furent décidés par une série d'arrêtés pris le 29 septembre et le 1er octobre 1794, poussés dans ce sens par le directoire d'Ustaritz : « Les ci-devant communes de Sare, Itxassou, Ascain, Biriatou et Serres, dont les habitants internés il y a huit mois par mesure de sûreté générale, n'ont pas été cultivées. Les habitants qui viennent d'obtenir la liberté de se retirer dans leurs foyers, demandent à grands cris des subsistances sans qu'on puisse leur procurer les moyens de satisfaire à ce premier besoin de l'homme, la faim. ». La récupération des biens ne se fit pas sans difficulté, ceux-ci avaient été mis sous séquestre mais n'avaient pas été enregistrés et avaient été livrés au pillage : « Les biens, meubles et immeubles des habitants de Sare, n'ont été ni constatés ni légalement décrits ; tous nos meubles et effets mobiliers ont été enlevés et portés confusément dans les communes voisines. Au lieu de les déposer dans des lieux sûrs, on en a vendu une partie aux enchères, et une autre partie sans enchères. ».

## Politique et administration

### Liste des maires

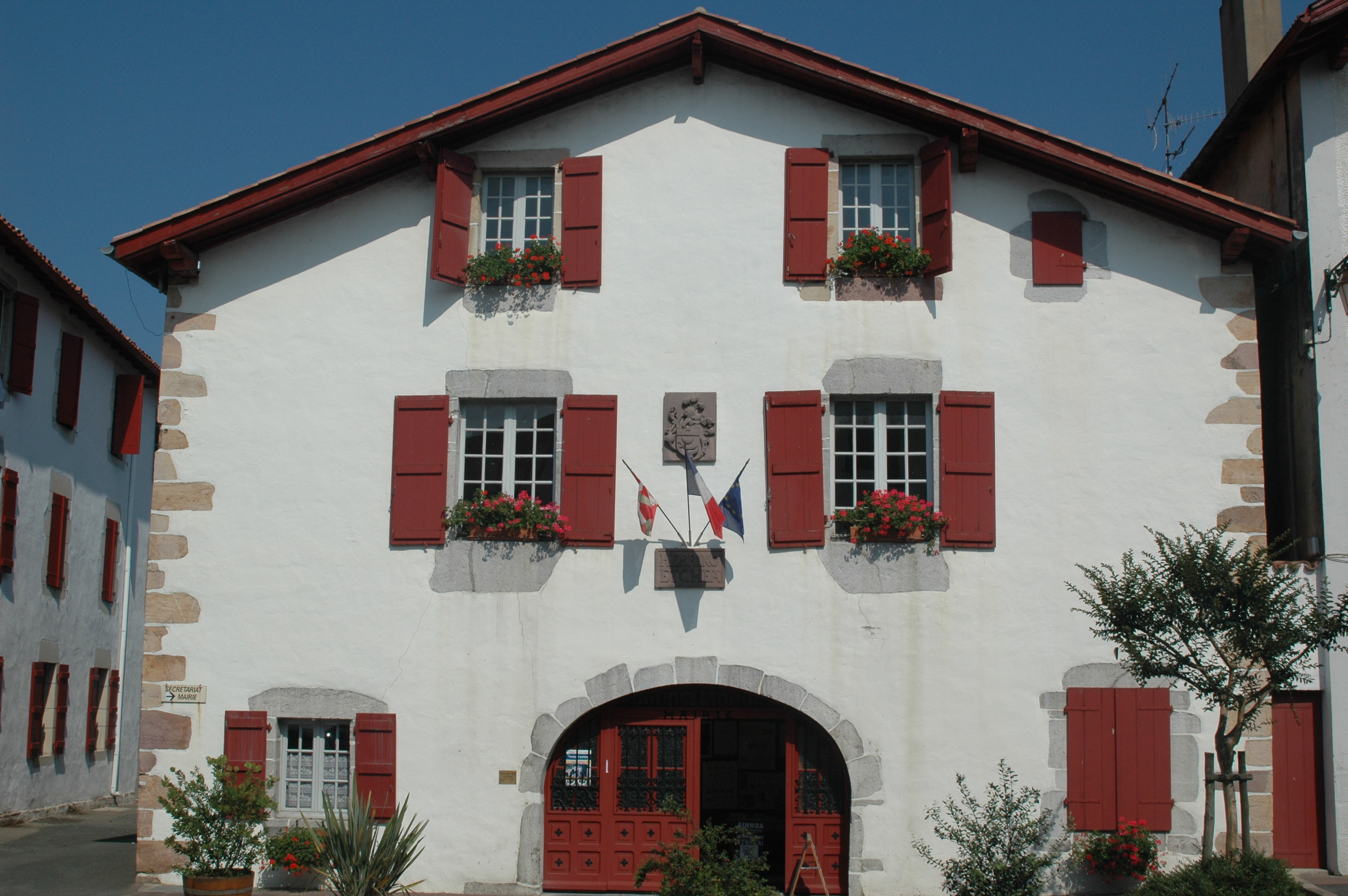
La mairie.

| Période                                  | Période  | Identité           | Étiquette | Qualité |
| ---------------------------------------- | -------- | ------------------ | --------- | ------- |
| Les données manquantes sont à compléter. |          |                    |           |         |
| 1995                                     | 2001     | Bernard Saint-Jean |           |         |
| 2001                                     | 2008     | Philippe Aspirot   | DVD       |         |
| 2008                                     | 2010     | Henri Daguerre     |           |         |
| 2010 (réélu en mai 2020)                 | En cours | Michel Ibarlucia   |           |         |

### Intercommunalité
La commune appartient à la communauté d'agglomération du Pays Basque. Elle est membre du syndicat d'énergie des Pyrénées-Atlantiques, de l'Agence publique de gestion locale, du SIVU Errebi et du SIVU pour la mise en œuvre du programme Natura 2000 sur le site du massif Mondarrain et de l'Artzamendi.

## Population et société

### Démographie
Les habitants sont nommés les Ainhoar,.
L'évolution du nombre d'habitants est connue à travers les recensements de la population effectués dans la commune depuis 1793. Pour les communes de moins de 10 000 habitants, une enquête de recensement portant sur toute la population est réalisée tous les cinq ans, les populations de référence des années intermédiaires étant quant à elles estimées par interpolation ou extrapolation. Pour la commune, le premier recensement exhaustif entrant dans le cadre du nouveau dispositif a été réalisé en 2004.

En 2022, la commune comptait 665 habitants, en évolution de −0,89 % par rapport à 2016 (Pyrénées-Atlantiques : +3,78 %, France hors Mayotte : +2,11 %).
| 1793 | 1800 | 1806 | 1821 | 1831 | 1836 | 1841 | 1846 | 1851 |
| ---- | ---- | ---- | ---- | ---- | ---- | ---- | ---- | ---- |
| 719  | 587  | 679  | 723  | 780  | 832  | 853  | 938  | 761  |

| 1856 | 1861 | 1866 | 1872 | 1876 | 1881 | 1886 | 1891 | 1896 |
| ---- | ---- | ---- | ---- | ---- | ---- | ---- | ---- | ---- |
| 754  | 840  | 808  | 802  | 840  | 871  | 804  | 765  | 729  |

| 1901 | 1906 | 1911 | 1921 | 1926 | 1931 | 1936 | 1946 | 1954 |
| ---- | ---- | ---- | ---- | ---- | ---- | ---- | ---- | ---- |
| 707  | 684  | 685  | 642  | 658  | 615  | 607  | 658  | 615  |

| 1962 | 1968 | 1975 | 1982 | 1990 | 1999 | 2004 | 2006 | 2009 |
| ---- | ---- | ---- | ---- | ---- | ---- | ---- | ---- | ---- |
| 653  | 579  | 543  | 544  | 539  | 599  | 651  | 648  | 672  |

| 2014 | 2019 | 2022 | - | - | - | - | - | - |
| ---- | ---- | ---- | - | - | - | - | - | - |
| 664  | 670  | 665  | - | - | - | - | - | - |

La commune fait partie de l'aire d'attraction de Bayonne.

### Enseignement

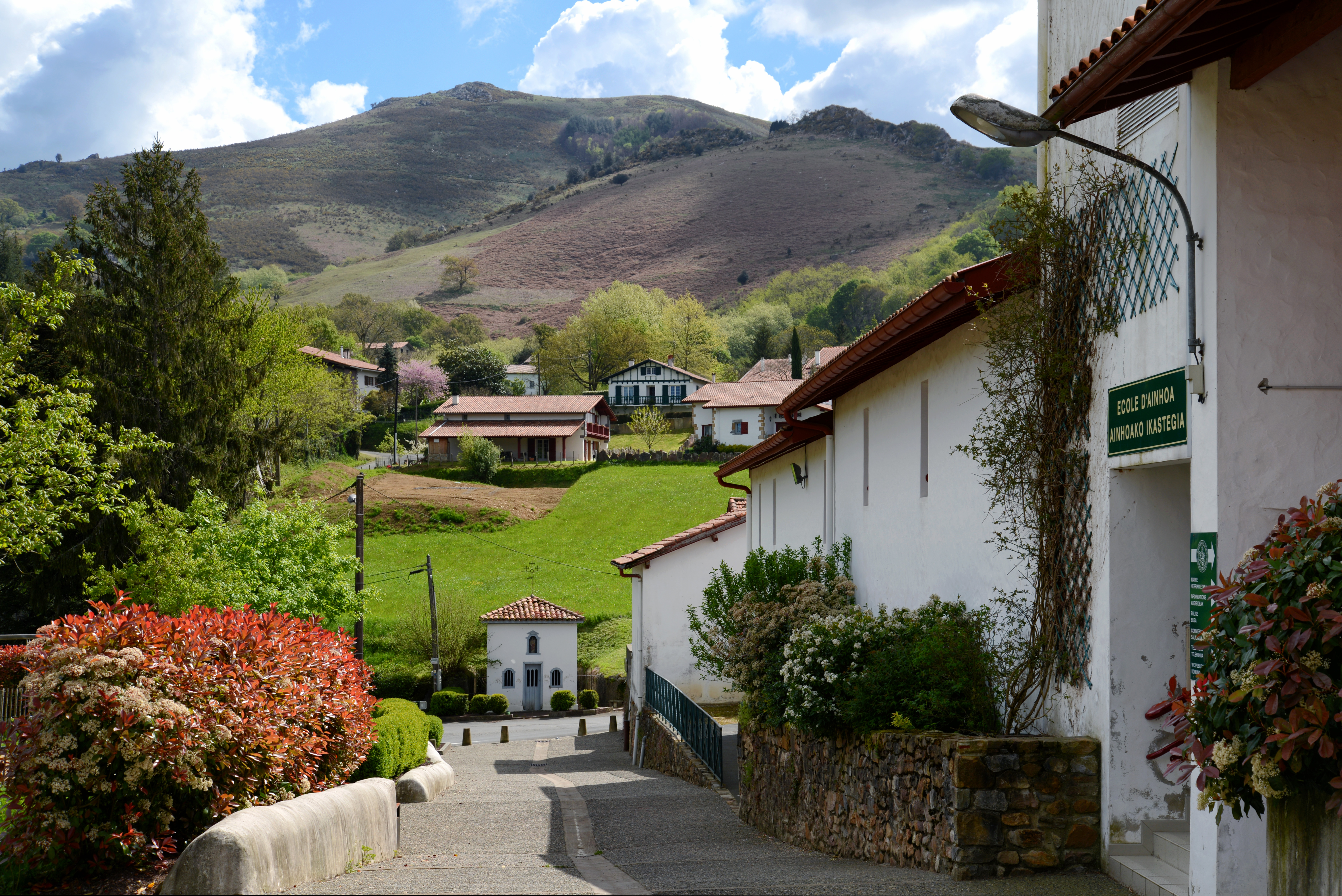
L'école primaire publique.

La commune dispose d'une école primaire publique. Cette école propose un enseignement bilingue français-basque à parité horaire.

### Sports
La pelote basque est pratiquée au fronton du village ainsi qu'au fronton couvert Ur Hegian.

## Économie
Le gisement de fer a été exploité jusqu'au XIXe siècle. Son exploitation initiale est attribuée aux prémontrés de Saint-Sauveur d'Urdax.
Le tissage du lin (tisserands) et de la laine (duranguiers) a persisté à Ainhoa, où tout comme à Hasparren il représentait une activité importante, jusqu'à l'avènement de l'industrie textile au XIXe siècle.
Philippe Veyrin note en 1975 l'existence d'une fabrique de chahako, petite outre en peau de bouc, que le paysan emporte au travail ou à la chasse.
Ainhoa fait partie de la zone AOC de production du piment d'Espelette et de la zone d'appellation de l'ossau-iraty. L'activité y est principalement agricole et forestière (500 hectares de forêts sur une superficie de 1 619 hectares).
Une carrière est toujours en activité sur le territoire de la commune.
Le tourisme est aussi prégnant dans la commune. Les commerces du centre sont, de fait, pratiquement exclusivement dédiés au tourisme.

## Culture locale et patrimoine

### Lieux et monuments

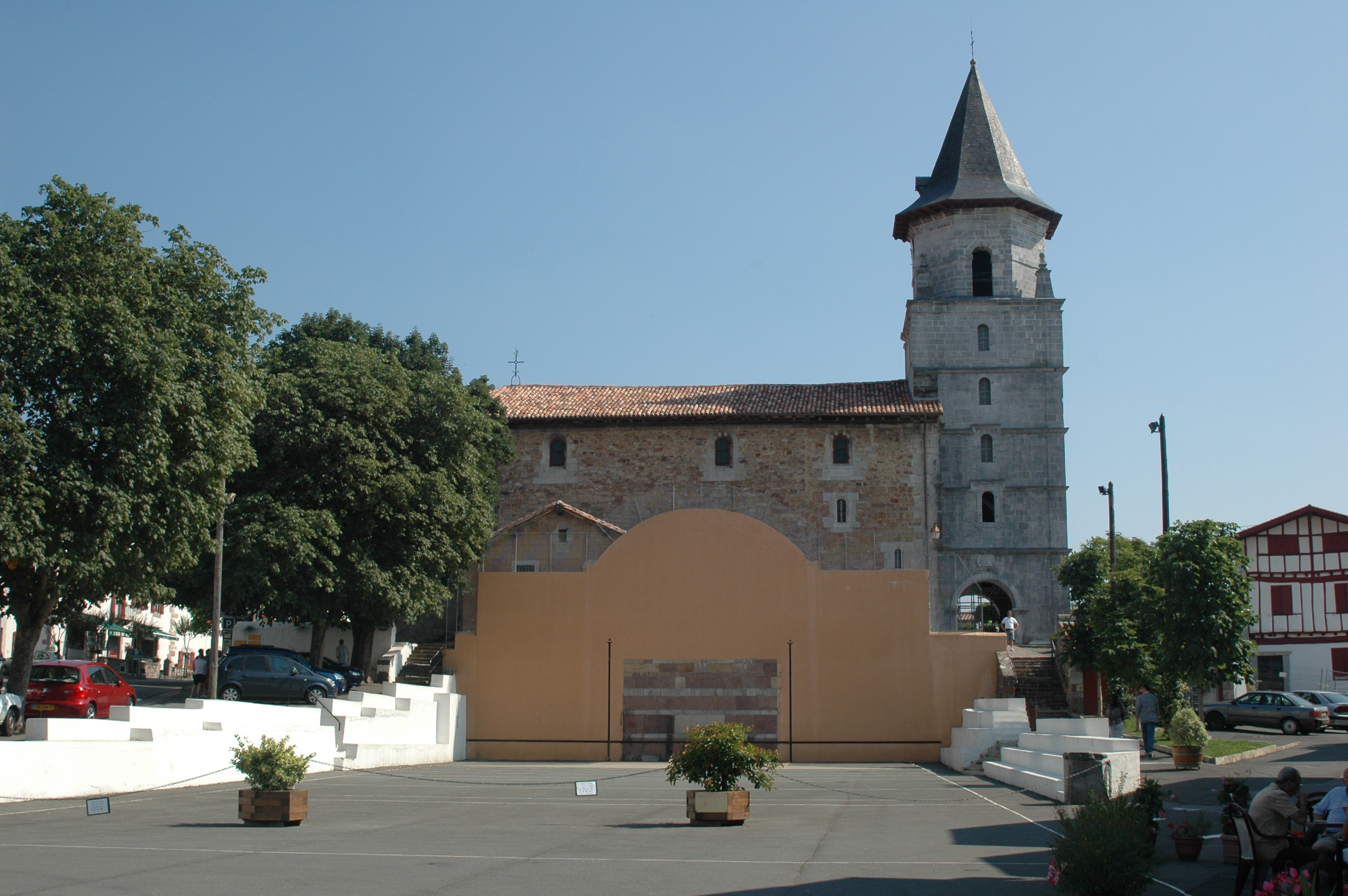
Fronton et église Notre-Dame qui domine le village.

La commune a reçu le label des plus beaux villages de France, décerné par une association indépendante visant à promouvoir les atouts touristiques de petites communes françaises riches d'un patrimoine de qualité.

#### Patrimoine civil
Le village est organisé en bastide, recélant des maisons labourdines du XVIIe siècle et un fronton place libre qui s'appuie sur le cimetière entourant l'église.
Un lavoir (fontaine Alhaxurruta), toujours présent entre le bourg et le quartier de Dancharia, fut remarqué par Napoléon III et Eugénie lors d'une excursion le 23 septembre 1858.

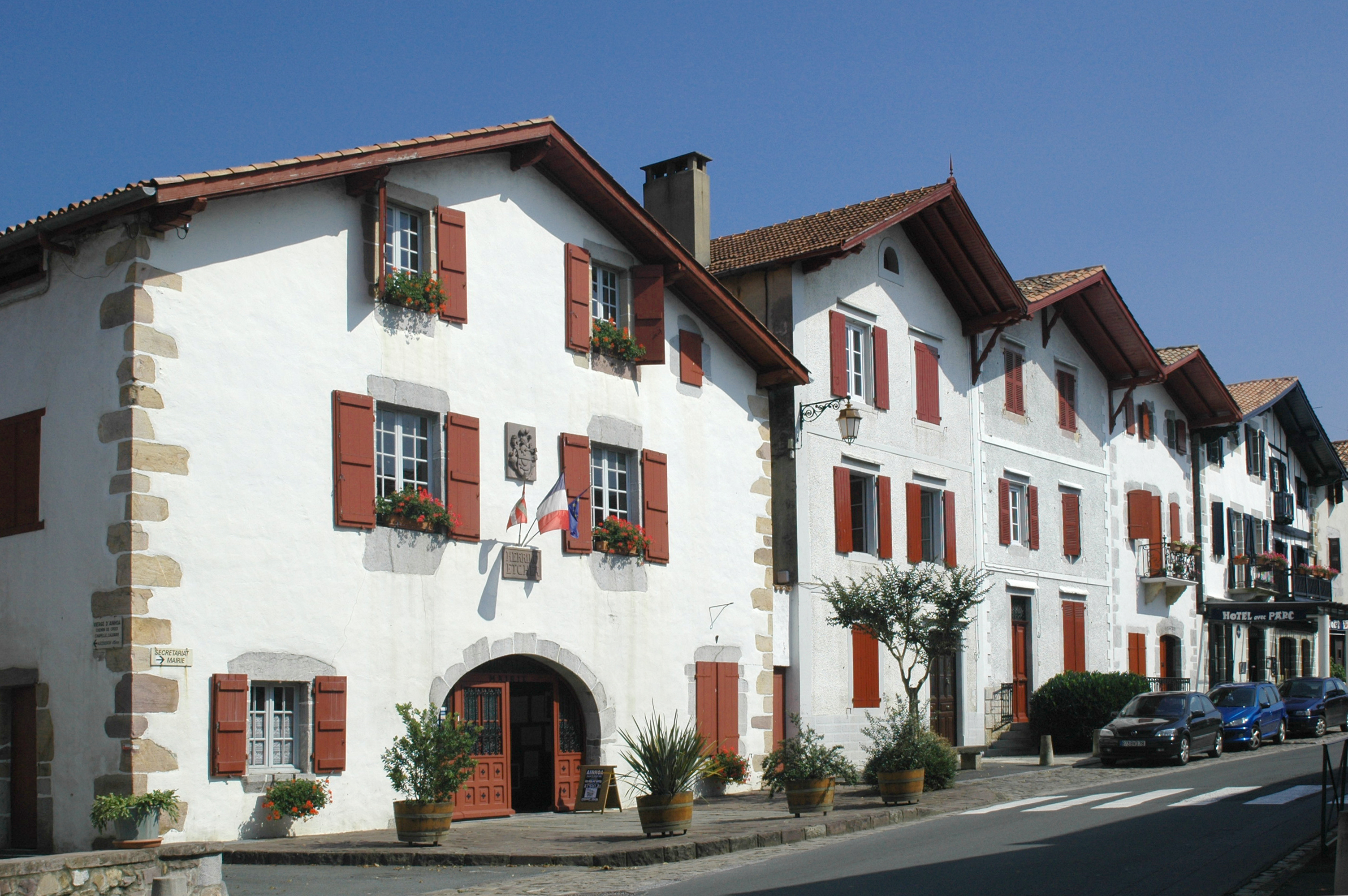
Rue principale et mairie.
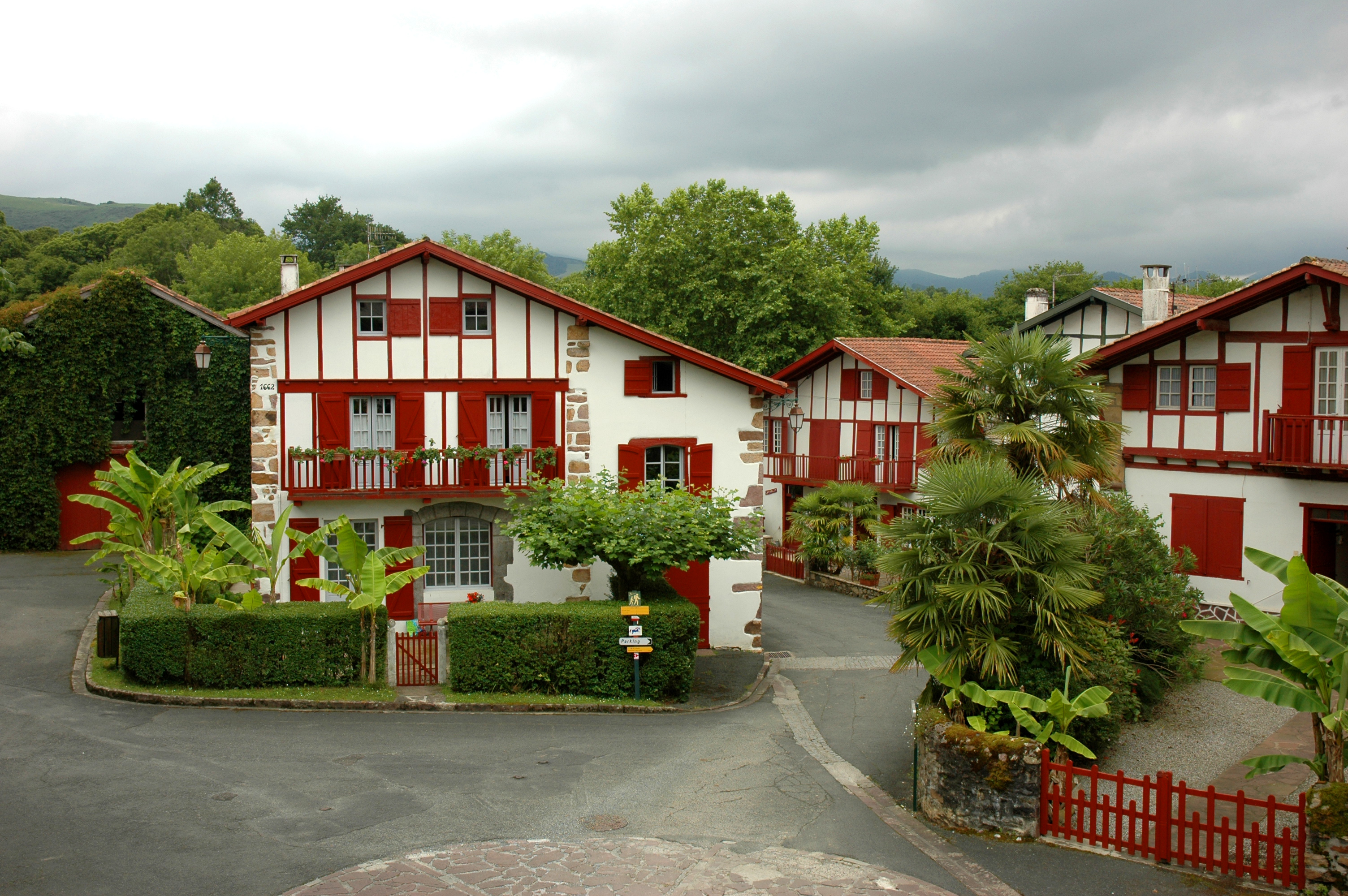
Maisons basques.
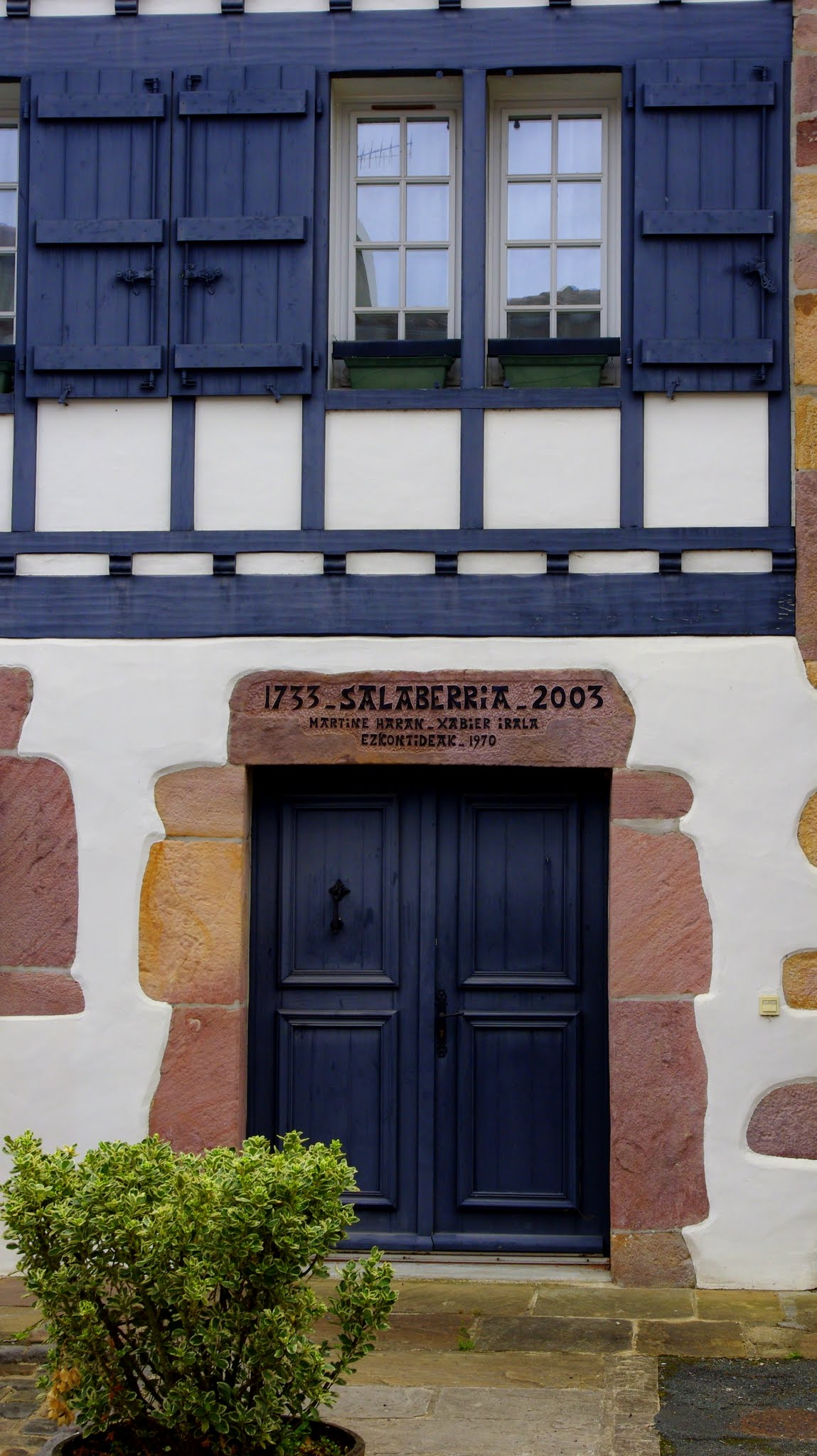
Linteau modernisé.
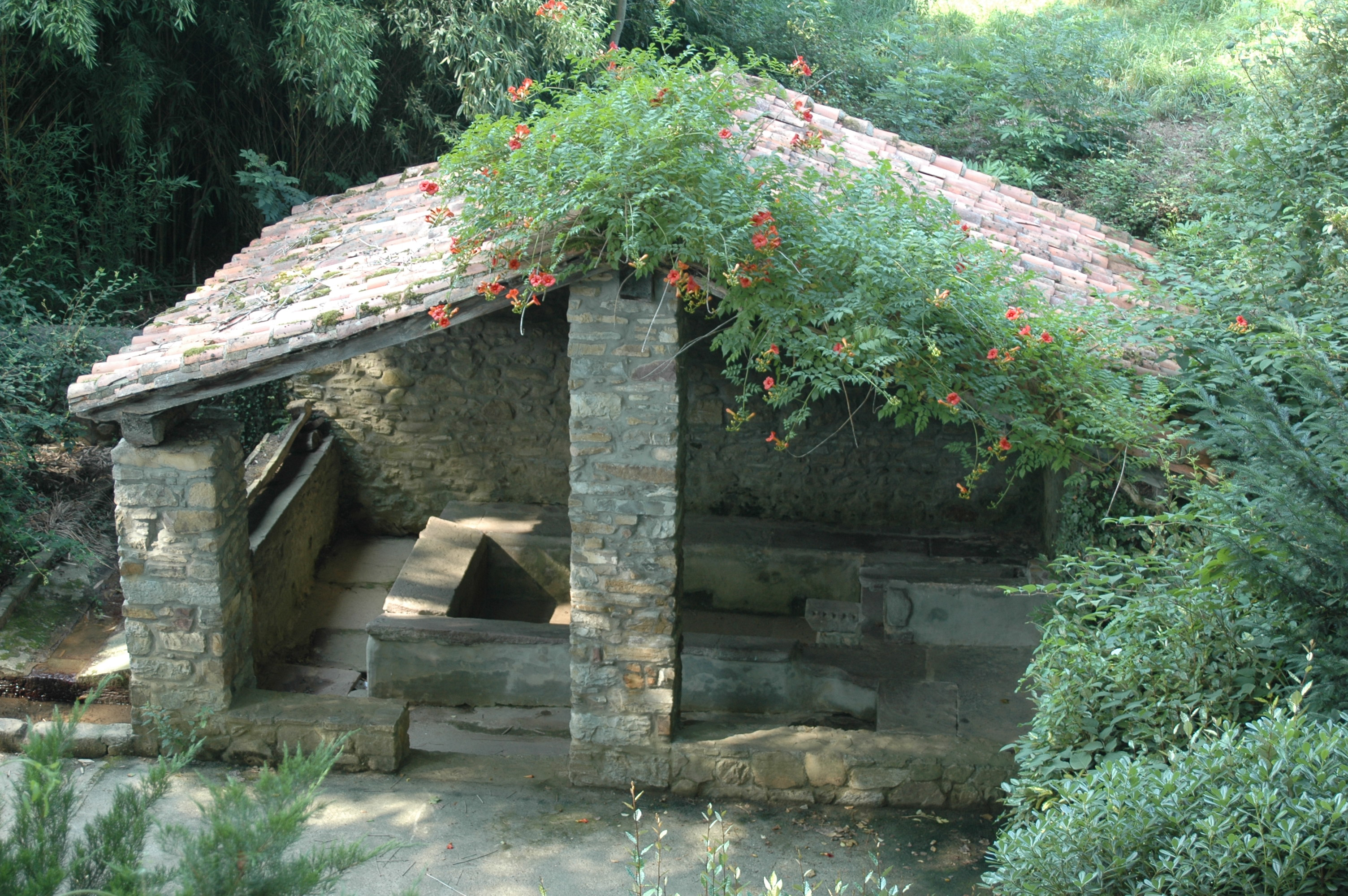
Le lavoir.

#### Patrimoine religieux
- L'église Notre-Dame-de-l'Assomption[72] domine le bourg ; elle fut construite au XIIIe siècle. Elle est classée par les monuments historiques depuis 1996 pour son décor intérieur[72]. L'église est dédiée à l'Assomption de Marie.
- La chapelle Notre-Dame-d'Aubépine (Marie y serait apparue à un jeune berger dans un buisson d'aubépine ou arantza d'où l'autre nom de la chapelle Notre-Dame-d'Aranzazu) possède un chemin de croix depuis 1886, une grotte depuis 1897 et un calvaire depuis 1898[73]. Au XVIIIe siècle, la paroisse d'Ainhoa subventionnait l'ermite de la chapelle pour qu'il enseigne à lire et à écrire aux bergers et aux enfants des fermes alentour, qui ne pouvaient accéder facilement au bourg[74].
- Le cimetière recèle des stèles discoïdales et tabulaires des XVIe et XVIIe siècles.

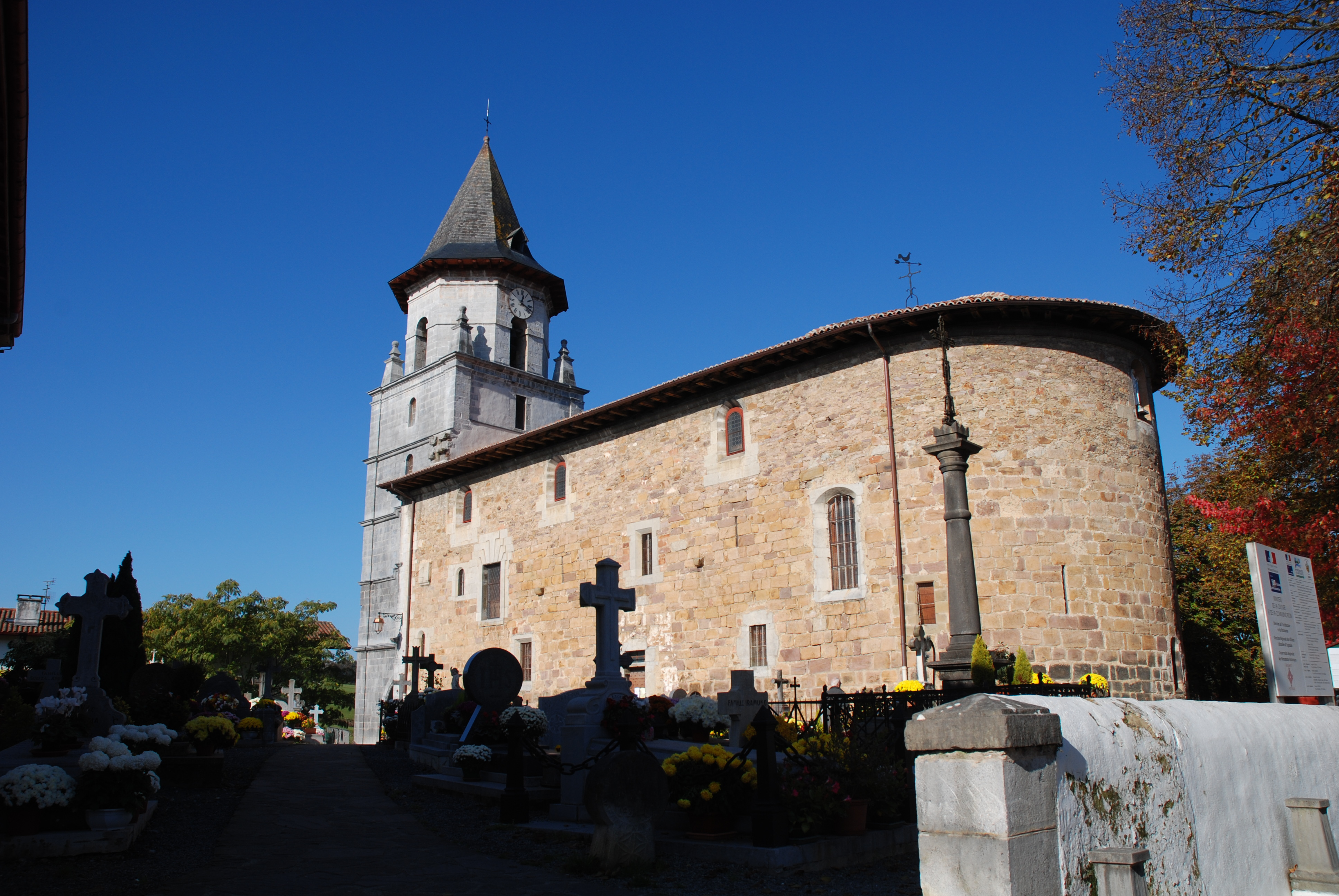
L'église Notre-Dame-de-l'Assomption.
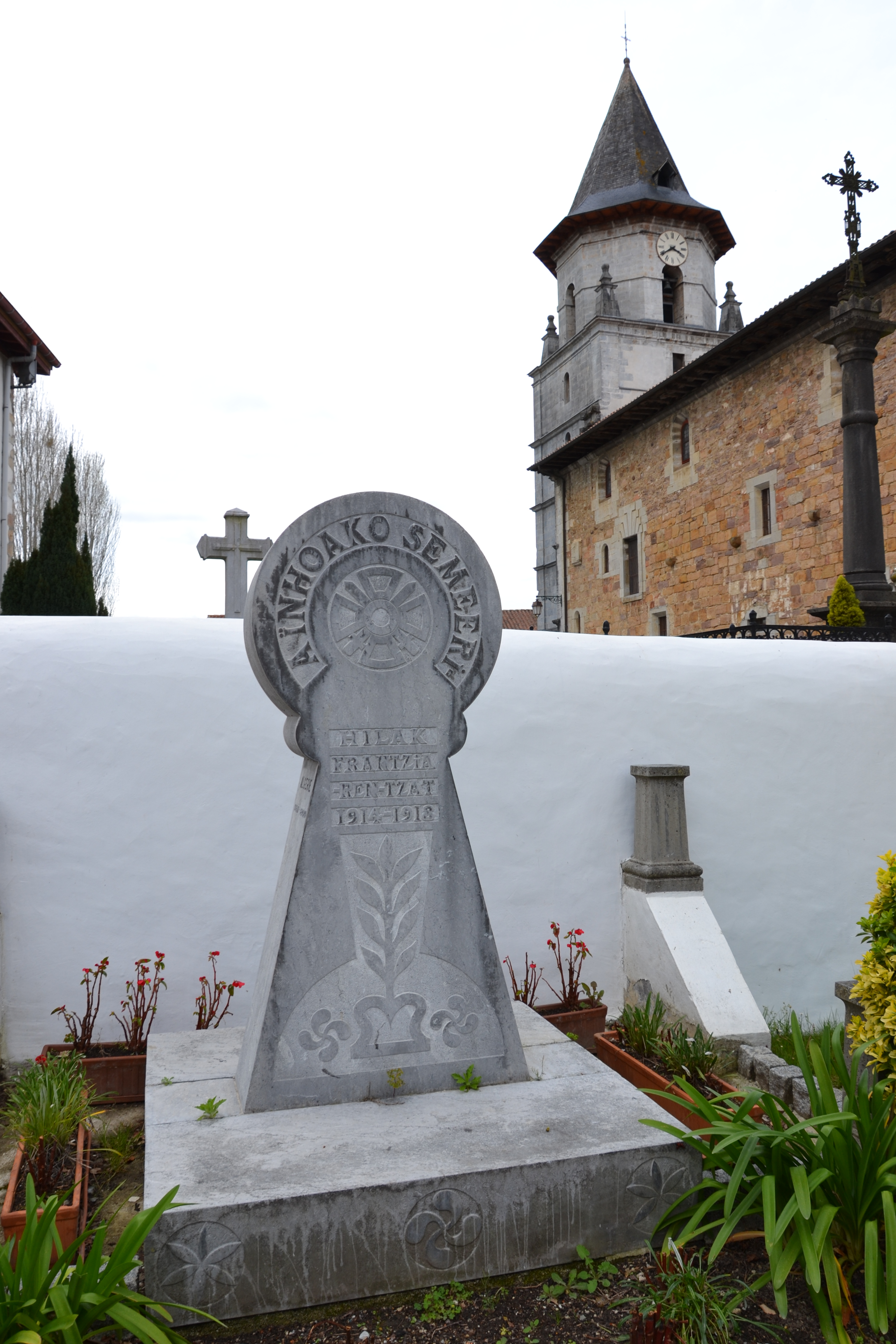
Monument aux morts.
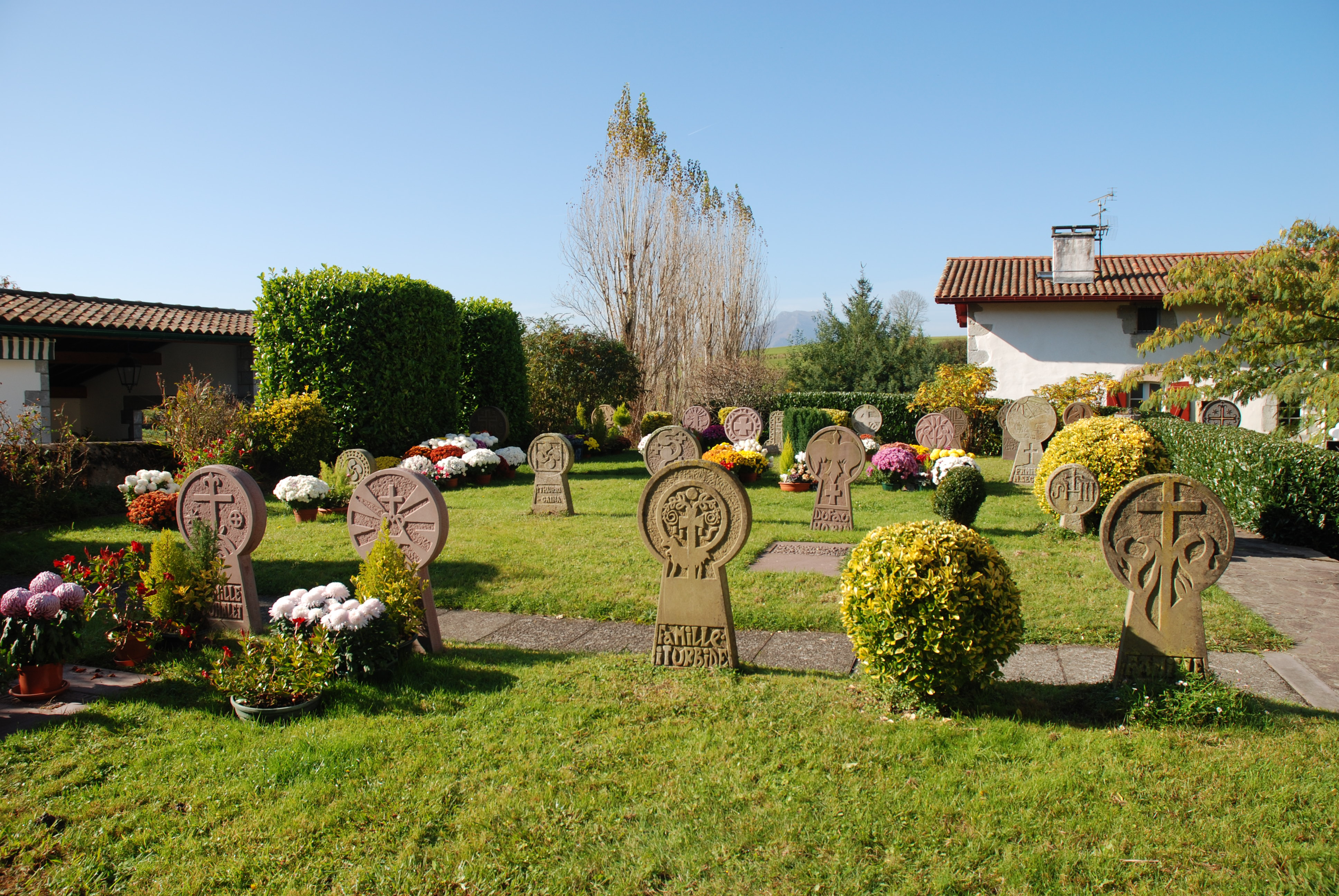
Le cimetière.

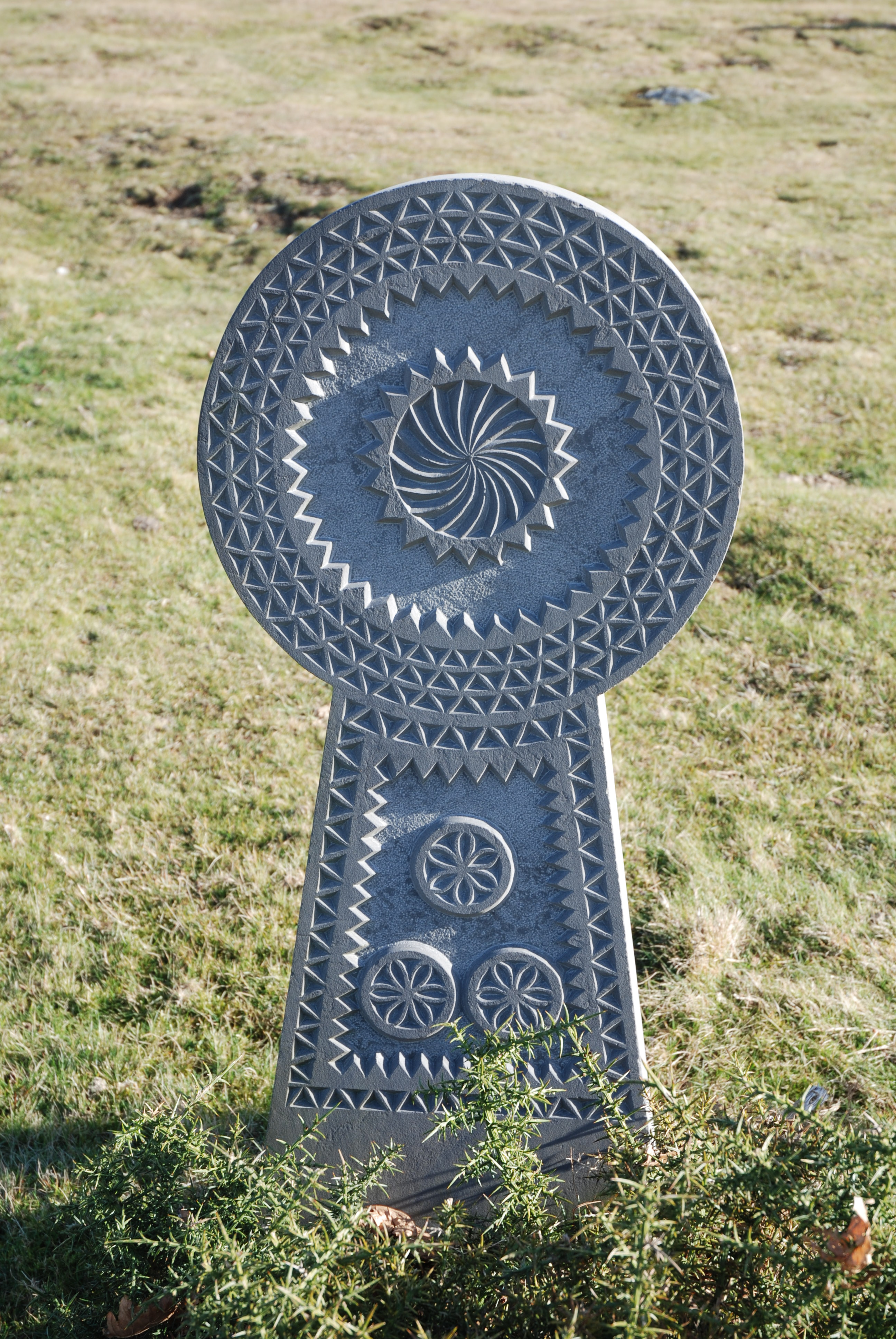
Stèle discoïdale.
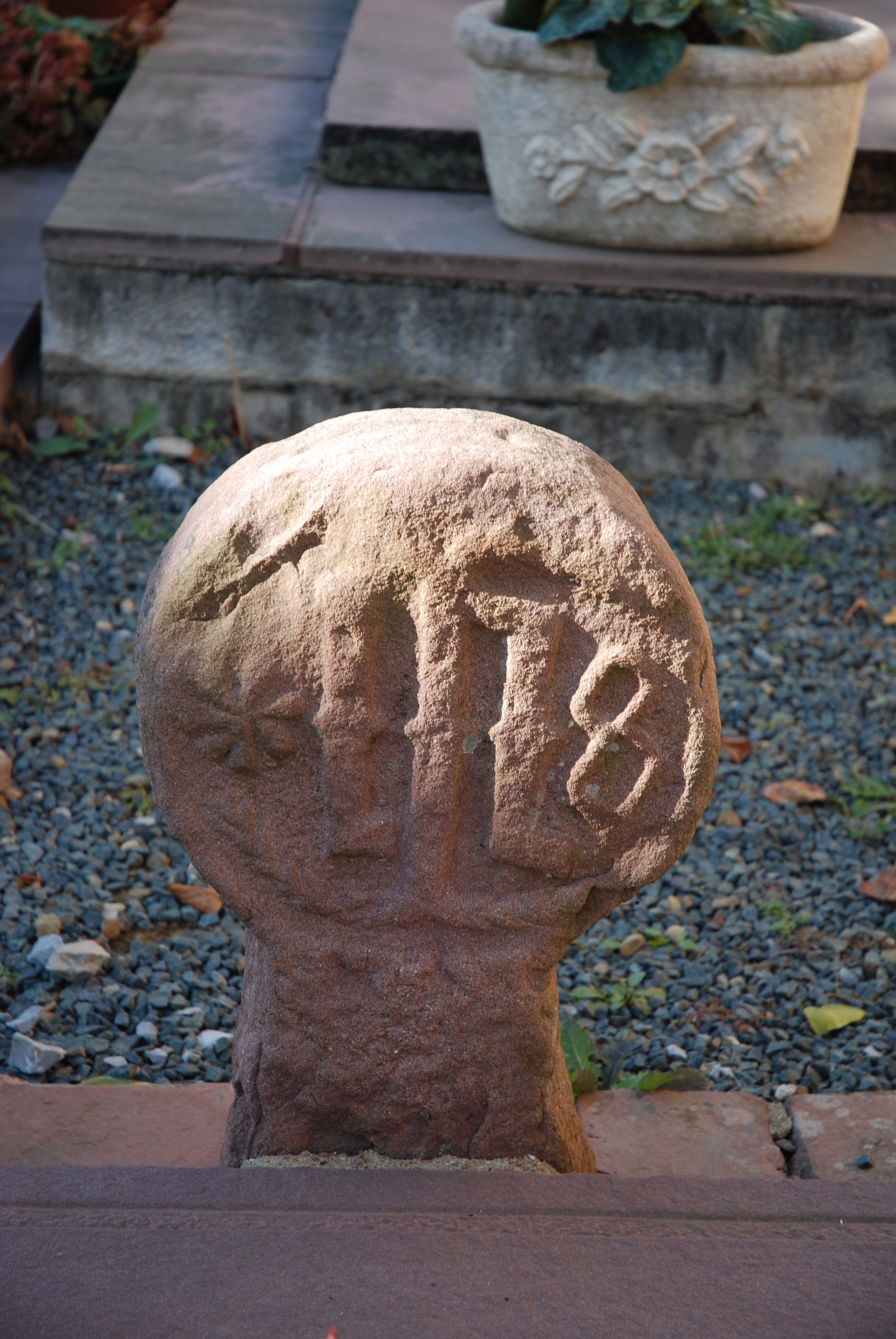
Stèle discoïdale.
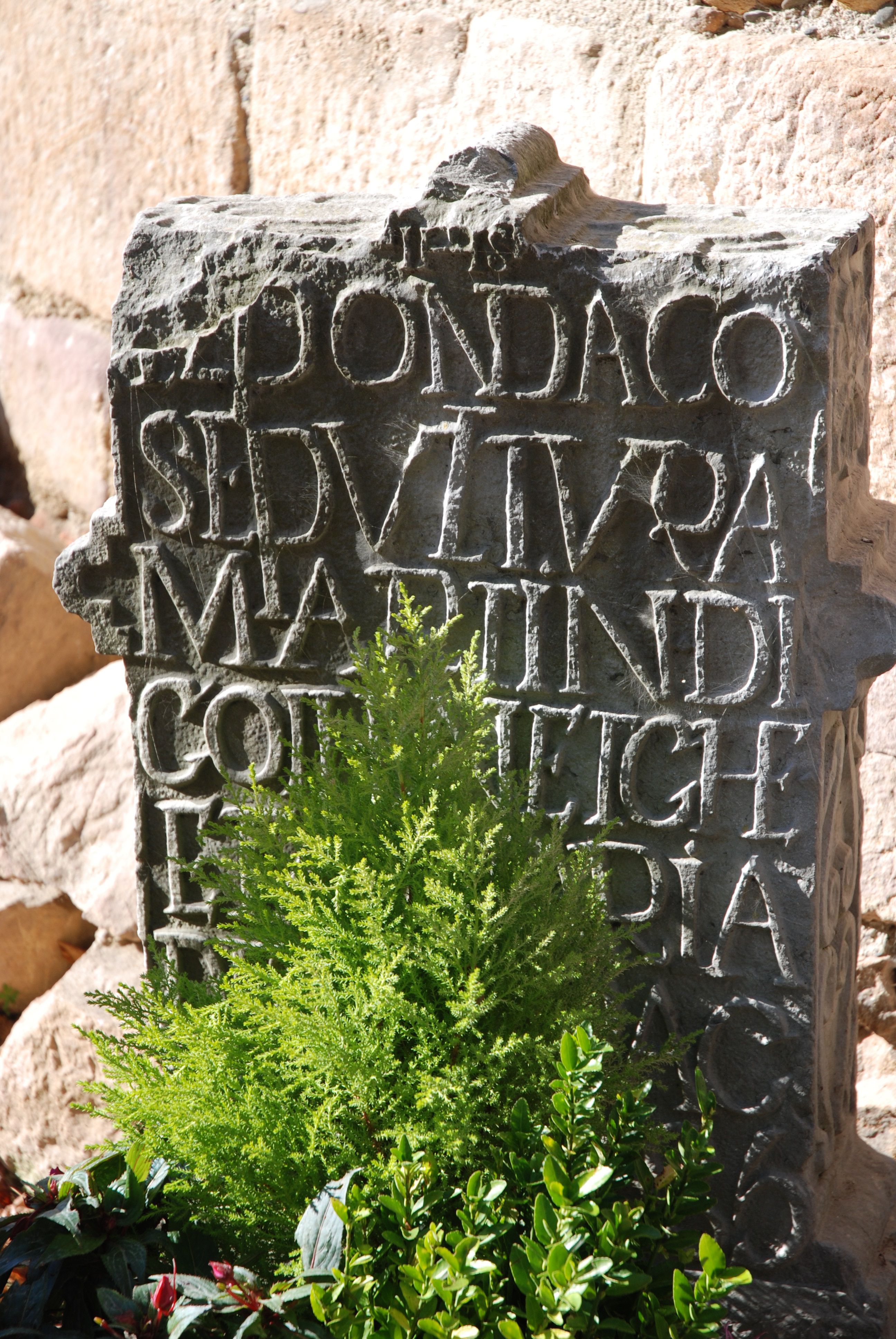
Stèle tabulaire.
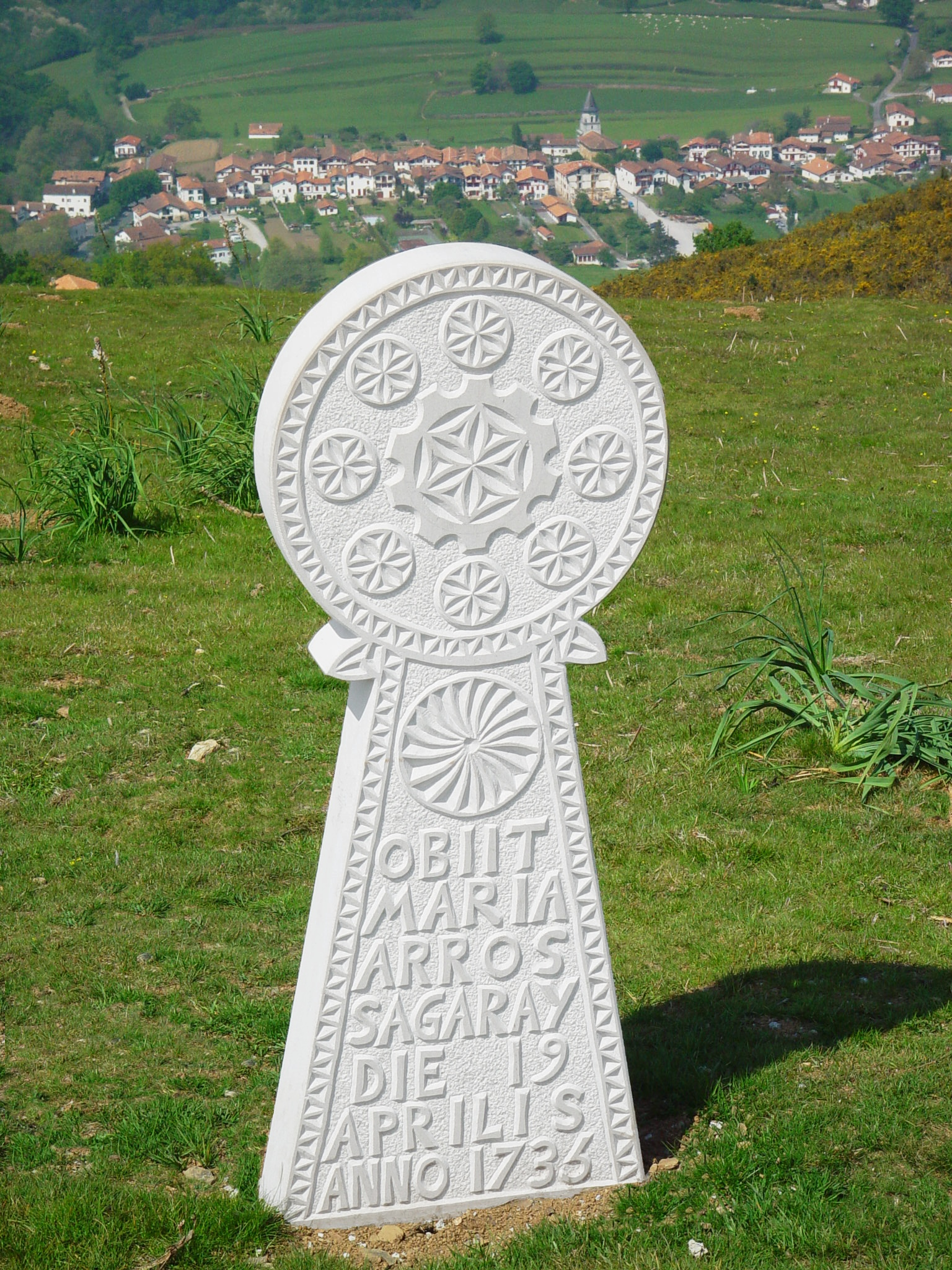
Stèle discoïdale
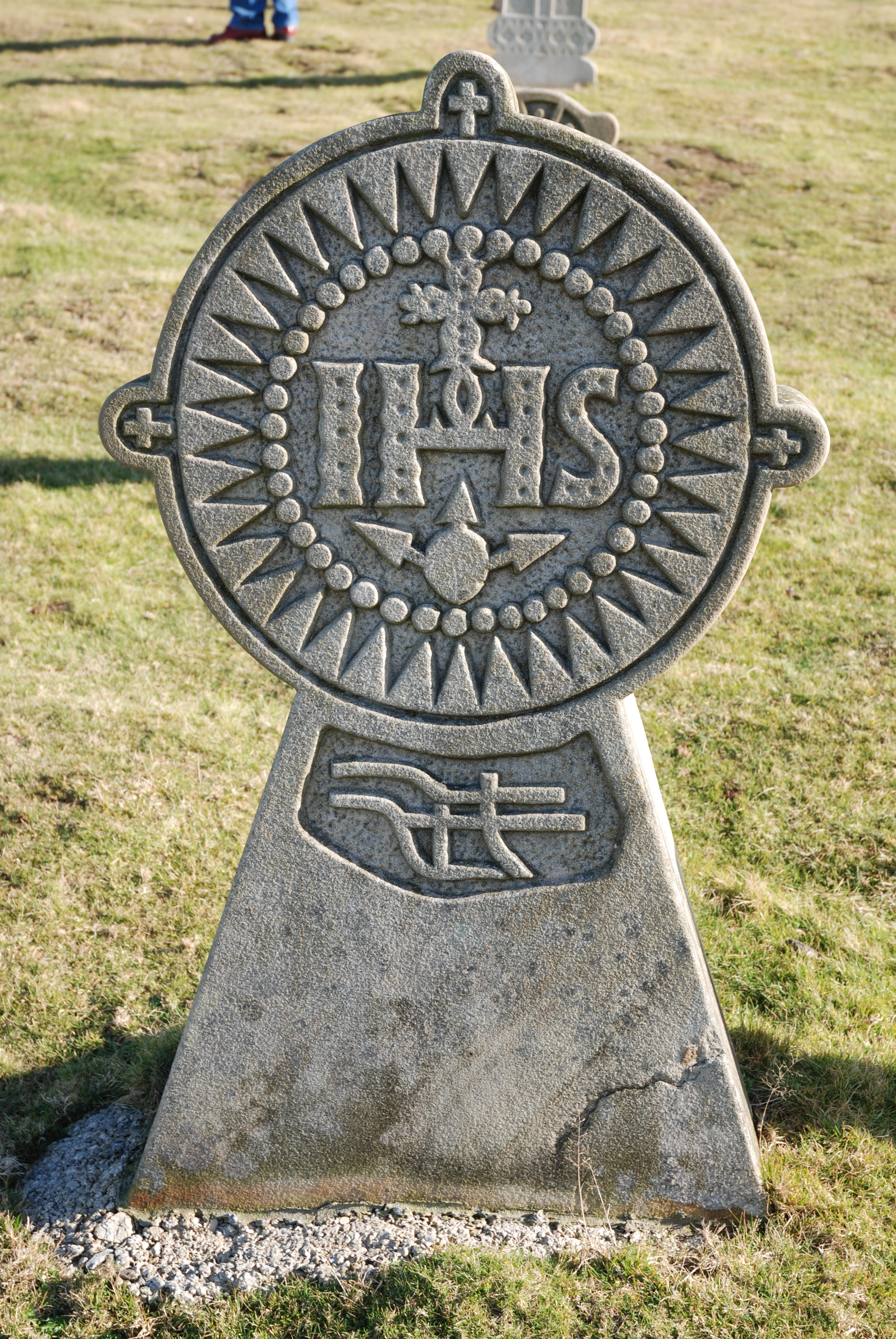
Stèle discoïdale.
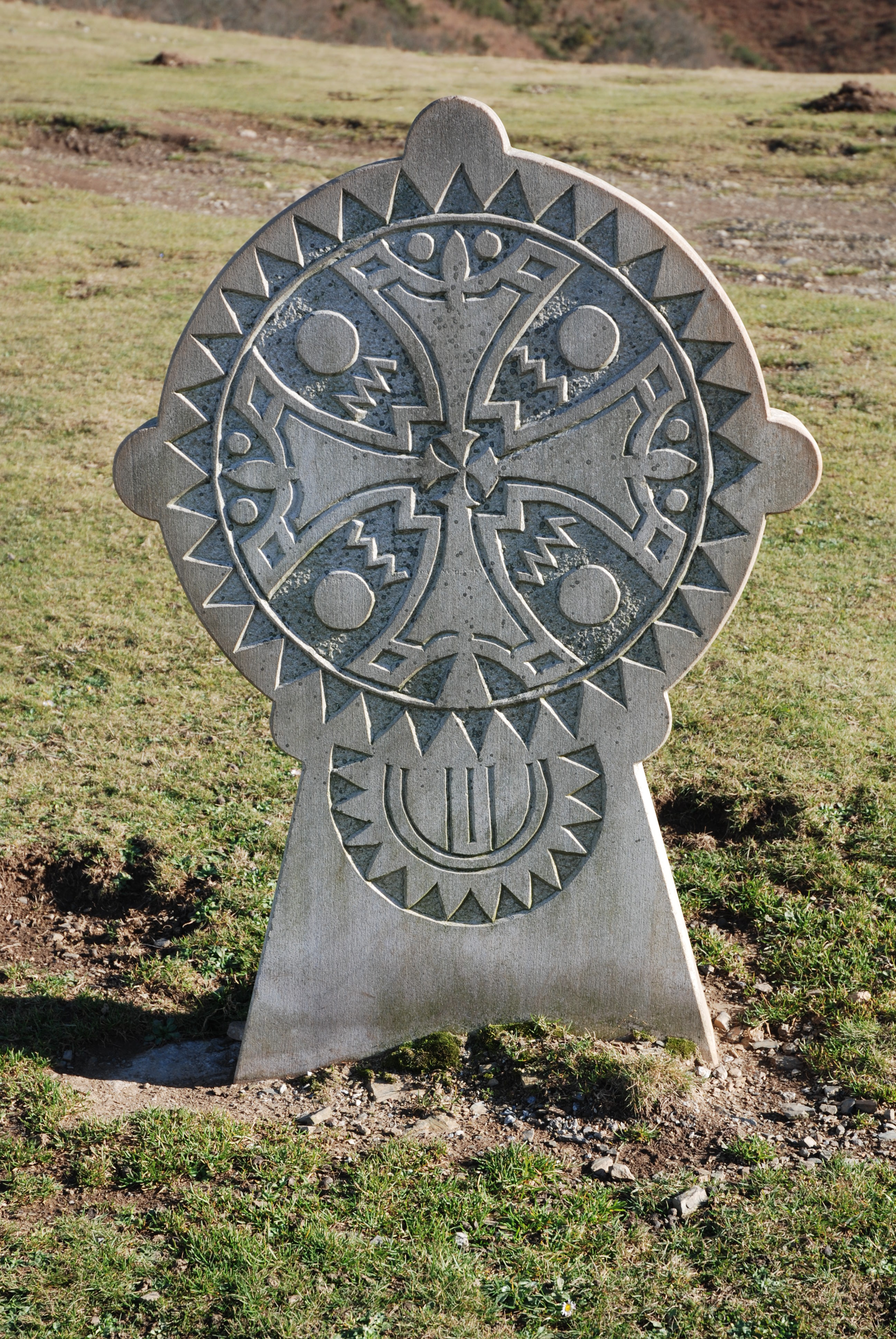
Stèle discoïdale

### Langues
D'après la Carte des Sept Provinces Basques du prince Louis-Lucien Bonaparte éditée en 1863, le dialecte basque parlé à Ainhoa est le labourdin.

### Patrimoine environnemental
La forêt d'Ainhoa qui s'étale sur plus de 400 hectares, abrite une faune riche à la fois sauvage (chevreuils, sangliers, lièvres et oiseaux migrateurs) et pastorale semi-sauvage (pottoks, betizus, chèvres). Elle est constituée en majeure partie de chênes (chêne pédonculé), essence rustique, et de peuplements végétaux plus récents (chêne rouge d'Amérique et résineux).

### Personnalités liées à la commune

#### Nées auXVIIesiècle
- Joanes de Quirno, chasseur de baleine, ayant dansé devant Philippe V lors de son passage à Saint-Jean-de-Luz en 1701, s'inscrivant dans son voyage vers le royaume d'Espagne duquel il vient d'être fait roi. Fondateur du quartier Dantxaria, dont l'origine du nom se trouve dans le nom de sa maison, Dantxarinea, « celle du danseur[75] ».

#### Nées auXVIIIesiècle
- Jean de Labartette, né en 1744 à Ainhoa et mort en 1823 en Indochine française (inhumé à Cô-Vuu), est un missionnaire français qui fut vicaire apostolique en Indochine.

#### Nées auXIXesiècle
- Louis-Marie-Hyacinthe Fabre, né en 1807 à Sète, Hérault, et mort en 1875 à Ainhoa, est un traducteur et grammairien de la langue basque.
- Jean-Pierre Duvoisin, né en 1810 à Ainhoa et décédé en 1891 à Ciboure, est un écrivain de langue basque.

### Héraldique
| Blason | Blasonnement : D'or à la fasce de gueules en divise, accompagnée d'un flanchis d'azur en chef et en pointe d'un cimeterre de gueules posé en fasce la pointe à senestre, surmonté d'un croissant de sinople. |